# Credit ipotecar
Creditul ipotecar constă dintr-un împrumut destinat achiziționării, construcției sau renovării (modernizării) unei locuințe și se garantează tot cu locuința respectivă pentru a se asigura obligația plății creditului rezultată în urma acestui împrumut.
Ipoteca este înregistrată în Cartea Funciară, iar locuința este folosită ca și garanție și nu poate fi vândută până ce creditul nu este complet rambursat.
Perioada de creditare este pe termen lung, de maxim 35 ani, respectiv 420 luni. Pe toata perioada de creditare, titularul creditului va avea obligația de a achita lunar rata formată din principal (credit) și dobânda.
Toate condițiile de creditare legate de obiect, valoare, perioadă, garanție și costuri- comisioane și dobânzi- sunt prevăzute într-un contract care va fi încheiat între instituția de credit și solicitant la momentul contractării creditului.
Veniturile acceptate pentru credite ipotecare sunt cele standard acceptate de bănci: venituri din salarii, pensii, drepturi de autor, rente viagere, dividende, chirii, activități independente, diurne personal navigant.
Tipurile de comisioane bancare percepute de bănci la credite ipotecare, sunt:
•    comision de acordare credit- se achită o singură dată, la acordarea creditului;
•    comision administrare credit- lunar sau anual;
•    comision lunar de administrare cont curent-lunar;
•    comision rambursare anticipată – cel mult 1% în cazul creditelor cu dobândă fixă;
•    comision transfer bancar- realizat din contul cumpărătorului în contul vânzătorului pentru achitarea imobilului;
•    asigurarea anuală a imobilului- tariful este stabilit de firma de asigurări agreată de bancă;
•    cheltuieli notariale- tariful este stabilit de notarul agreat de bancă.
Băncile care pun la dispoziție aceste credite au de obicei diferite oferte ca să atragă mai mulți clienți, ca de exemplu:
- - se poate achita creditul în avans, fără a se suporta comisioane suplimentare;
- - ratele se pot achita direct din contul curent deschis la bancă;
- - pentru creditele până la o anumită sumă nu se solicită asigurare de viață, iar pentru creditele peste acea sumă procentul de asigurare se aplică numai la un anumit procent din valoarea creditului;
- - vârsta maximă de acordare a împrumutului prelungită până la o vârstă mai înaintată clientului;
- - perioada de grație de până la mai mulți ani în cazul construcțiilor de locuințe.

## Bazele creditării ipotecare
Creditele ipotecare reprezintă principalul mecanism utilizat în multe țări pentru finanțarea proprietății private de imobile rezidențiale și comerciale.

### Tipuri de credite ipotecare
Există mai multe tipuri de ipoteci utilizate în întreaga lume, dar caracteristicile ipotecare sunt în general determinate de mai mulți factori.
- Interes: Dobânda poate fi fixă pe toată durata împrumutului sau variabilă și se poate modifica la anumite perioade prestabilite; rata dobânzii poate fi, desigur, mai mare sau mai mică.
- Termen: Creditele ipotecare au, de obicei, un termen maxim, care reprezintă numărul de ani după care se va achita creditul ce urmează a fi rambursat.
- Suma și frecvența plăților: suma plătibilă pe perioadă și frecvența plăților; în unele cazuri, suma plătibilă pe perioadă se poate modifica sau împrumutatul poate avea opțiunea de a crește sau de a reduce suma plătibilă.
- Plata anticipată: Unele tipuri de credite ipotecare pot restricționa rambursarea anticipată a întregului împrumut sau a unei părți din acesta sau pot impune plata unei penalități de rambursare anticipată către creditor.

### Subscrierea creditelor ipotecare
În timpul procesului de aprobare a creditului ipotecar, subscriitorul creditului ipotecar verifică informațiile financiare furnizate de solicitant cu privire la venituri, ocuparea forței de muncă, istoricul de credit și valoarea locuinței ce urmează a fi achiziționată, evaluând. Se poate solicita o evaluare. Procesul de subscriere poate dura de la câteva zile până la câteva săptămâni. Uneori, procesul de subscriere durează atât de mult încât declarațiile financiare depuse trebuie retrimise pentru a le actualiza.